# Gonzalo Vásquez
Gonzalo Aníbal Vásquez Pardo (n. Chile; 11 de enero de 1988) es un exfutbolista chileno. Jugaba de delantero y último club fue el Lane Xang Intra de Laos. Cabe mencionar que es primo del actual seleccionado chileno Arturo Vidal.

## Carrera
Se inició en las inferiores del club chileno Colo-Colo donde alcanzó a debutar en un partido del Torneo de Clausura, torneo en el cual su club obtendría un bicampeonato. Luego de su debut por el club albo se mantuvo entrenando en el primer equipo durante el 2007 pero no volvió a jugar.
Tras las falta de oportunidades en Colo-Colo partió al club de Tercera División, Unión Quilpué donde se transformó en el goleador del equipo con quince goles y uno más por la Copa Chile 2008. Tras su buen paso por el club de la Quinta Región su primo, Arturo Vidal, jugador del Bayer Leverkusen, lo llevó a prueba a su equipo en Alemania fichando en el segundo equipo del equipo alemán.
Su primer gol oficial por el Bayer Leverkusen B en octubre del 2009 ante el FC Saarbrücken logrando la igualdad en el partido, antes ya lleva cuatro goles por pretemporada.

## Clubes
| Club                 | País     | Temporadas |
| -------------------- | -------- | ---------- |
| Colo-Colo            | Chile    | 2006-2007  |
| Unión Quilpué        | Chile    | 2008       |
| Bayer Leverkusen B   | Alemania | 2009-2010  |
| Ñublense             | Chile    | 2011       |
| Barnechea            | Chile    | 2012       |
| Municipal La Pintana | Chile    | 2014       |
| Lane Xang Intra      | Laos     | 2015       |

## Palmarés

### Campeonatos nacionales
| Título           | Club      | País  | Año    |
| ---------------- | --------- | ----- | ------ |
| Primera División | Colo-Colo | Chile | 2006-C |